# Степан Халтурин (фильм)

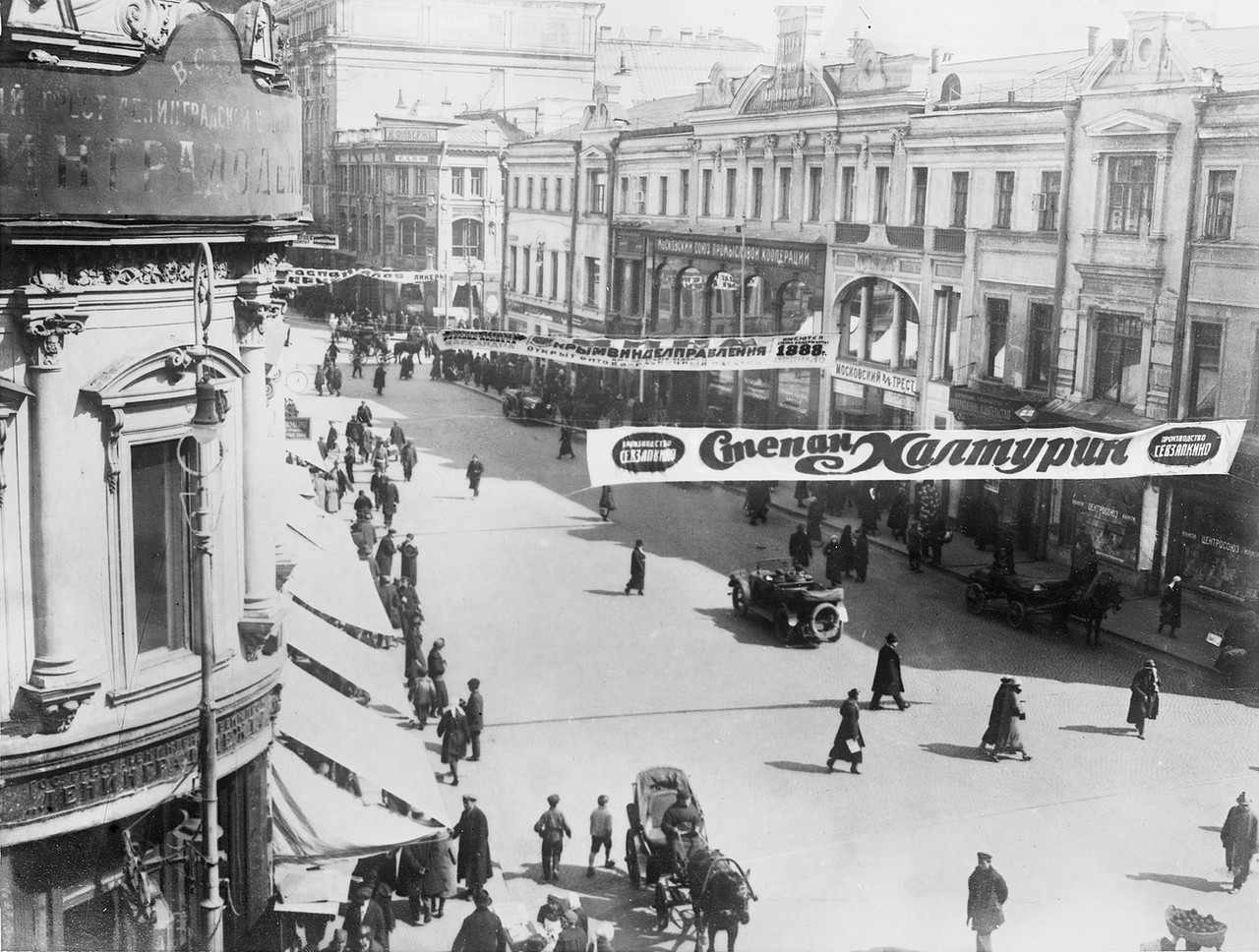
Реклама фильма на Кузнецком Мосту

«Степан Халтурин» — художественный фильм-биография Степана Халтурина, одного из первых рабочих-революционеров, террориста, организатора «Северного союза русских рабочих». Премьера — 7 апреля 1925 года. Сценарий был написан известным историком П. Е. Щёголевым.

## Сюжет
Сюжет картины воссоздаёт художественными средствами биографию Степана Халтурина на фоне подлинных исторических событий. Впервые даётся картина революционной борьбы «Народной воли», членом исполкома которой Халтурин стал в 1881 году, после совершения громкого теракта — попытки покушения на царя Александра ІІ путём подрыва Зимнего дворца в феврале 1880 года. Продолжением его борьбы стало соучастие в убийстве одесского военного прокурора В. С. Стрельникова, после чего С. Халтурин был арестован, судим  и казнён.

## В ролях
- Александр Морозов — Степан Халтурин
- Ангелина Раупенас — Ольга
- Юрий Корвин-Круковский — принц Гессенский
- Николай Шмидтгоф — фабрикант Алпатов
- Валентина Куинджи — Елена
- Евгений Боронихин — Никольский
- Константин Хохлов — прокурор Стрельников
- Лев Добровольский — царь Александр II
- Павел Самойлов
- Яков Малютин — царь Александр III
- Иона Таланов — губернатор
- Эдуард Иогансон
- Кондратий Яковлев — вахмистр
- Геннадий Мичурин — жандармский офицер
- П. Шидловский — Желябов
- Н. Райд — Квятковский
- Олег Фрелих — Плеханов
- Сергей Шишко — Желваков
- Борис Дмоховский — заключенный